# Rourea balansaeana
Rourea balansaeana är en tvåhjärtbladig växtart som beskrevs av Henri Ernest Baillon. Rourea balansaeana ingår i släktet Rourea och familjen Connaraceae. Inga underarter finns listade i Catalogue of Life.